# Blassfuchs
Der Blassfuchs (Vulpes pallida) ist eine Art der Echten Füchse (Vulpini). Er ist in Afrika in den Halbwüstengebieten südlich der Sahara verbreitet.

## Merkmale
Der Blassfuchs ähnelt dem im südlichen Afrika vorkommenden Kapfuchs. Er erreicht eine Schulterhöhe von 25 Zentimetern und eine Kopf-Rumpf-Länge von 38 bis 55 Zentimetern, der Schwanz ist 23 bis 29 Zentimeter lang. Sein Körpergewicht beträgt etwa 2 bis 3,6 Kilogramm. Die Grundfarbe des sehr dünnen Fells ist hell blass-beige, die Beine und gelegentlich auch der Rücken sind rötlichbraun. Im hinteren Bereich kann der Rücken eine dunklere Fleckung aufweisen und auch die Rückenlinie kann dunkel sein. Die Flanken sind heller als der Rücken, die Bauchseite, Gesicht und Ohrinnenseiten sind sehr hell cremefarben bis fast weiß. Um die Augen besitzen die Tiere einen dunklen Augenring, zudem sind die Vibrissen im Gesicht vergleichsweise lang. Die Beine und Ohren sind ziemlich lang, letztere an den Spitzen abgerundet. Der Schwanz ist lang und buschig, im Unterschied zum etwa gleich großen Rüppellfuchs (Vulpes ruepelli) ist die Schwanzspitze schwarz. Zudem befindet sich ein schwarzer Fleck oberhalb der Schwanzdrüse.
| 3 | · | 1 | · | 4 | · | 2 | = 42 |
| 3 | · | 1 | · | 4 | · | 3 | = 42 |

Der Fuchs besitzt pro Oberkieferhälfte drei Schneidezähne (Incisivi), einen Eckzahn (Caninus), vier Vorbackenzähne (Praemolares) sowie zwei Backenzähne (Molares) und pro Unterkieferhälfte drei Schneidezähne, einen Eckzahn, vier Vorbackenzähne und drei Backenzähne. Insgesamt besitzen die Tiere somit 42 Zähne.

## Verbreitung

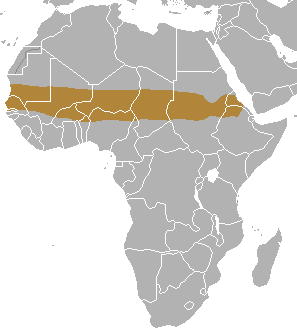
Verbreitungsgebiet des Blassfuchses

Das Verbreitungsgebiet des Blassfuchses liegt in den Halbwüstengebieten des nördlichen Afrika südlich der Sahara. Es erstreckt sich vom Atlantik bis zum Roten Meer und entspricht in etwa der Sahelzone und den südlich angrenzenden trockeneren Teilen des geographischen Sudan. Es beinhaltet Teile der Staaten Mauretanien, Mali, des Senegal, Gambia, Nigeria, Niger, Burkina Faso, Benin, Kamerun, des Tschad, Sudan, Südsudan, Äthiopien und Eritrea.

## Lebensweise
Der Blassfuchs bewohnt trockene Savannen und Halbwüsten und dringt gelegentlich bis in echte Wüsten vor. Anscheinend lebt er in kleinen Familiengruppen zusammen, die aus einem züchtenden Paar und dessen Nachkommen bestehen. Sie vertragen gut die in Trockenzeiten vorkommende große Hitze und brauchen kaum Wasser. Flüssigkeit gewinnen sie  wohl aus den gefressenen Früchten und Beutetieren. Ganz ohne Wasser kommen sie allerdings nicht aus.
Die nachtaktiven Tiere verbringen den Tag in selbst gegrabenen Erdhöhlen, die bis zu 15 m lang sein können, 2–3 m in die Tiefe gehen und die von mehreren Tieren bewohnt werde. Ein Wurf umfasst 3–4 Welpen. Die Tragezeit liegt zwischen 51 und 53 Tagen. Auffällig sind die gut entwickelten Backenzähne was auf ihre Nahrung Rückschlüsse zulässt: sie fressen wohl überwiegend Beeren, Melonen und andere Pflanzenteile aber auch bodennistende Vögel, kleinere Tiere und Aas.

## Systematik
Die wissenschaftliche Erstbeschreibung des Blassfuchses stammt von Philipp Jakob Cretzschmar aus dem Jahr 1827. Er wird gemeinsam mit elf weiteren Arten in die Gattung Vulpes eingeordnet. Auf der Basis von morphologischen und molekularbiologischen Daten wurde er von Binninda-Emonds u. a. 1999 in eine gemeinsame Gruppe mit dem Kapfuchs (V. chama) und dem Bengalfuchs (V. bengalensis) eingeordnet und den restlichen Arten der Füchse als Schwestergruppe gegenübergestellt.
Zusammen mit der Nominatform werden vier Unterarten anerkannt:
- Vulpes pallida pallida Cretzschmar, 1827: vom Sudan bis Eritrea und Äthiopien
- Vulpes pallida edwardsi Rochebrune, 1883: in Mali, dem südlichen Mauretanien und dem Senegal
- Vulpes pallida harterti Thomas & Hinton, 1921: von Nordnigeria bis Air in Niger, Burkina Faso
- Vulpes pallida oertzeni Matschie, 1910: Nigeria, Nordkamerun, Tschad bis Libyen im Norden und sudanische Darvoprovinz im Süden.

## Bedrohung und Schutz
Die International Union for Conservation of Nature and Natural Resources (IUCN) stuft die Art als „nicht gefährdet“ (Least concern) ein, da eine akute Bedrohung für die Bestände nicht angenommen wird. Dabei wird darauf hingewiesen, dass es keine detaillierten Informationen zur Bestandsgröße gibt, die Größe des Verbreitungsgebietes sowie fehlende Bedrohungen für den Gesamtbestand jedoch keine Einstufung in eine Gefährdungskategorie nahelegen.

## Belege
1. 1 2 3 4 5 6  
Claudio Sillero-Zubiri: Blanford's Fox Vulpes cana. In: Don E. Wilson, Russell A. Mittermeier (Hrsg.): Handbook of the Mammals of the World. Volume 1: Carnivores. Lynx Edicions, Barcelona 2009, S. 445, ISBN 978-84-96553-49-1.
2. 1 2 3  Vulpes pallida in der Roten Liste gefährdeter Arten der IUCN 2012.2. Eingestellt von: C. Sillero-Zubiri, T. Wacher, 2008. Abgerufen am 1. April 2013.
3. 1 2 3  Claudio Sillo: Die wüstenbewohnenden Füchse der Alten Welt. In: Udo Gansloßer, Claudio Silleo-Zubiri (Hrsg.): Wilde Hunde. Filander Verlag, 2006, ISBN 3-930831-63-5, Der Blassfuchs, S. 161 ff.
4. 1 2  O. R. P. Binninda-Emonds, J. L. Gittleman, A. Purvis: Building large trees by combining phylogenetic information: a complete phylogeny of the extant carnovora (Mammalia). In: Biological Reviews of the Cambridge Philosophical Society. 74, 1999, S. 143–175.
5. ↑  Don E. Wilson, DeeAnn M. Reeder (Hrsg.): Vulpes pallida. In: Mammal Species of the World. A Taxonomic and Geographic Reference. 3. Auflage. 2005, ISBN 0-8018-8221-4.